# Santa Lucia (Siracusa)
Santa Lucia (A Buggata in dialetto siracusano) è il secondo quartiere storico di Siracusa (fino al 2018 dotato di una propria circoscrizione) storicamente e popolarmente definito anche Borgata, bagnata a sud-est dalle acque del porto piccolo o porto marmoreo in cui in passato era attivo il collegamento marittimo Borgata-Ortigia e viceversa con il buzzetto, una imbarcazione tipicamente siracusana. Sempre nell'area del porto piccolo si trova una spiaggetta e nel periodo estivo viene allestito anche un solarium discretamente frequentato da siracusani e turisti. 

## Descrizione e storia
Il quartiere iniziò a sorgere nel 1885 principalmente grazie alla donazione di Luigi Leone Cuella dei suoi terreni (su cui, più tardi, è sorto lo stadio comunale con la piazza a lui intitolata), agli albori dell'espansione verso nord di quella che ancora non era la città, all'epoca racchiusa nell'isola di Ortigia, tanto che le zone abitate della terraferma (compresa quella di Santa Lucia) erano considerate avulse da essa. Per questo, ancora oggi è usanza comune delle generazioni più vecchie chiamare Ortigia "Siracusa" o in dialetto "Sarausa". Il suo nome deriva probabilmente dalla formazione di abitazioni allora abitate dalla borghesia emergente che seguivano un andamento a scacchiera, o com'è ancora più probabile, dal fatto di essere appunto una borgata abitata sin dalle origini anche e soprattutto dal proletariato. In epoca contemporanea, precisamente dal secondo dopoguerra, al nucleo storico del quartiere concentrato intorno alla piazza si è aggiunto quello nuovo realizzato verso la sua parte sommitale, confinante con l'Akradina.
Il principale monumento della Borgata è la Chiesa di Santa Lucia al Sepolcro fuori le mura, nell'omonima piazza dove la leggenda narra avvenne il martirio di Santa Lucia (da qui la seconda denominazione del rione), per questo motivo il 13 dicembre di ogni anno diviene l'epicentro dei festeggiamenti luciani nonché il culmine della lunga processione che parte dal Duomo. Il simulacro della Santa Patrona vi permane per una settimana, precisamente fino alla data del 20 dicembre meglio conosciuta come l'ottava. Sempre nella Basilica, dietro l'altare maggiore in cui viene esposto il simulacro, è possibile vedere il dipinto seicentesco del Seppellimento di Santa Lucia di Michelangelo Merisi detto "Il Caravaggio". Essa è affiancata, a destra, dal Battistero (chiamato anche Sepolcro perché avrebbe dovuto custodire le reliquie di Santa Lucia che dal 1204, anno dell'assedio e del saccheggio veneziano di Costantinopoli, si trovano a Venezia) edificato nel XVII secolo su progetto di Giovanni Vermexio al posto della chiesa di Sant'Agata.
Nell'area sottostante la Basilica e il Sepolcro, si trovano le catacombe di Santa Lucia comprese nella rete delle catacombe siracusane che si estendono in tutta la zona fino alla Neapolis, sopra le quali un tempo c'era l'antico cimitero esteso tra le attuali via Piave (già via Buonriposo) e via Torino. Sempre sotto il quartiere e le sue costruzioni moderne (in particolare sotto l'odierno viale Luigi Cadorna), scorre l'anch'esso antico fiume Sirako (da cui il nome della città) che alimentava la palude e la laguna omonima nei pressi del porto piccolo.
Alla Borgata, particolarmente predisposta al turismo religioso, è possibile visitare anche il Santuario della Madonna delle Lacrime; l'incredibile lacrimazione del quadretto della Madonna sarebbe avvenuto a poca distanza dal Santuario, precisamente in un'abitazione di via degli Orti di San Giorgio 11, e il quadretto prima di essere portato al Santuario è stato esposto nella vicinissima piazza Euripide, ancora oggi chiamata dagli anziani siracusani "la piazza della Madonnina". Qui il turismo religioso si connette immediatamente con quello archeologico, perché proprio di fronte al Santuario c'è il museo archeologico regionale Paolo Orsi. Tutto ciò rappresenta una importante risorsa per un quartiere che, sebbene viene riconosciuto come la continuazione del centro storico aretuseo e quindi di Ortigia, rispetto all'isola si trova ancora in una condizione di marginalità e di abbandono nonché di progressivo spopolamento in atto da decenni.